# Институт по експериментална морфология, патология и антропология с музей
Институтът по експериментална морфология, патология и антропология с музей (ИЕМПАМ–БАН) e научен институт към Българската академия на науките.
В него се провеждат фундаментални и научно-приложни изследвания в областта на хуманната и ветеринарната медицина, в това число морфология, клетъчна биология, патология и антропология, които играят съществена роля при решаване на важни проблеми на здравеопазването и демографията.
Наред с Националния археологически институт с музей, Националния природонаучен музей и Националния етнографски институт с музей е сред институтите на БАН с музей в структурата си.

## История
ИЕМПАН е създаден на 1 юли 2010 г. като правоприемник на дотогавашните:
- Институт по експериментална морфология и антропология с музей, и
- Институт по експериментална патология и паразитология.

## Изследвания
Институтът е профилиран в няколко научни области.
Експериментална морфология и патология
Изследват се патологични и клинични аспекти на актуални заболявания от заразно, незаразно и паразитно естество. Изясняват се регулаторните механизми на клетъчната диференциация и патогенезата на различни социално-значими заболявания. Разработват се диагностични методи и се идентифицират биомаркери за дегенеративни, ракови и автоимунни заболявания, инфекции и инфертилитет.
Влиянието на околната среда и начинът на живот на човека върху му се изследват в рамките на експериментални моделни системи. Извършват се изследвания на биотехнологичната промишленост и с цел диагностика на заболявания по животните.
Антропология
Изследват се антропологичната и антропогенетичната характеризация на българското население и се изучават процесите на акцелерация и децелерация. Разработват се антропометрични маркери за диагностика на различни заболявания в съответствие с европейските и национални приоритети „Здраве“ и „Околна среда“.
Музейна дейност
В Националния антропологичен музей се извършват и представят антропологични реконструкции и експонати с цел популяризиране на съвременните антропологични знания и съхраняване на националната идентичност.

## Структура
В структурата на института влизат 4 секции, музей и две специализирани звена:
- Секция „Експериментална морфология“
- Секция „Патология“
- Секция „Експериментална паразитология“
- Секция „Антропология и анатомия“
- Национален антропологичен музей
- Специализирани звена
  - Библиотека
  - Вивариум

## Оборудване
ИЕМПЕМ разполага със следното оборудване за провеждане на научни изследвания:
1. Електронни микроскопи
2. Светлинни и флуоресцентни микроскопи
3. Оборудване за хистологични техники: микротоми и ултрамикротоми, криостати
4. Оборудване за клетъчно и тъканно култивиране
5. ELISA Reader
6. Апаратура за електрофореза и блот-техники, HPLC апарат, лиофилизатор, спектрофотометър, центрофуги, ултрацентрофуги
7. PCR апарат, Real time PCR апарат

## Издателска дейност
ИЕМПАМ издава следните списания:
- Acta Morphologica et Anthropologica
- Biological activity of metals, synthetic compounds and natural products
- Experimental models and methods in biomedical research